# Francesco Marcello Ruggirello
Francesco Marcello Ruggirello (* 7. Dezember 1929 in Tunis; † 5. August 2010 in Rom) war ein italienischer Diplomat.

## Studium
Er erhielt sein Abitur am Lycée Carnot und studierte mit Raymond Barre Volkswirtschaft am Institut d’études politiques de Paris.
1959 schloss er ein Studium der Rechtswissenschaft an der Universität La Sapienza ab und trat in den auswärtigen Dienst.

## Leben
1963 wurde er Vizekonsul in Le Havre.
Von 1966 bis 1968 war er Konsul in Montreal.
Von 1969 bis 1971 war er in Brüssel bei der ständigen Vertretung Italiens bei der EWG.
Ab 1972 wurde er in der Abteilung Migration beschäftigt, welche er 1976 leitete.
Von 1976 bis 1980 war er Botschaftsrat in Tunis.
Von 1981 bis 1985 war er Botschaftsrat in Buenos Aires.
Vom 23. Juli 1986 bis am 14. März 1992 war er Botschafter in Guatemala-Stadt.
Vom 1. April 1992 bis am 31. Dezember 1994 war er Botschafter in San Marino.
1994 wurde er in den Ruhestand versetzt.